# Fryderyk de Houtman

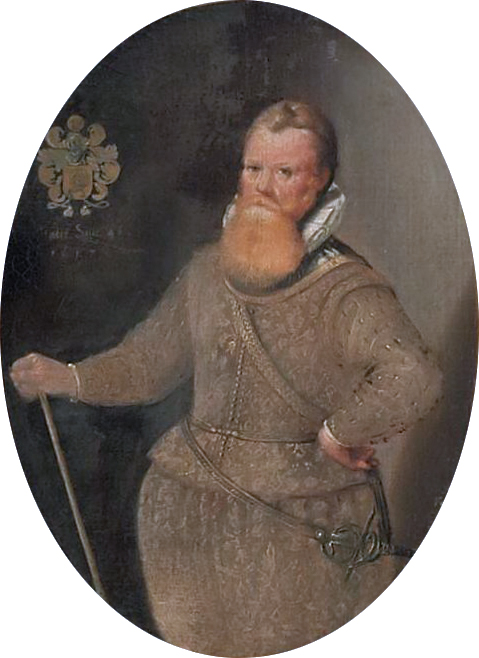
Fryderyk de Houtman

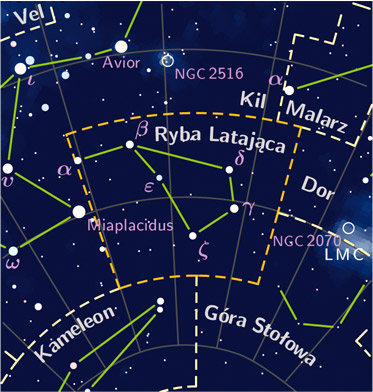
Ryba Latająca - gwiazdozbiór odkryty przez Pietera Dirkszoona Keysera i Fryderyka de Houtmana

Fryderyk de Houtman (ur. 1571 w Goudzie w Holandii, zm. 21 października 1627 w Alkmaarze) – holenderski kupiec, żeglarz, odkrywca i astronom. Młodszy brat Cornelisa de Houtmana, któremu towarzyszył w wyprawach do Indii Wschodnich.
Brał udział w pierwszej holenderskiej ekspedycji handlowej do Indonezji (tzw. Eerste Schipvaart) (1595–1597), która przyczyniła się do przełamania portugalskiego monopolu na handel z Indiami Wschodnimi. W trakcie tej wyprawy asystował nawigatorowi Pieterowi Dirkszoonowi Keyserowi (ok. 1540–1596) w obserwacjach astronomicznych, w wyniku których uzupełniono katalog gwiazd i gwiazdozbiorów o konstelacje nieba półkuli południowej. W 1619 przepłynął wzdłuż zachodniego wybrzeża Australii, odkrywając wyspy Houtman Abrolhos.

## Życiorys

### Pierwsza wyprawa do Indonezji (1595–1597)
W 1592 Fryderyk de Houtman wraz z bratem Cornelisem został wysłany przez kupców amsterdamskich do Lizbony, by zdobyć informacje na temat portugalskiego handlu przyprawami. Bracia zostali aresztowani przez Portugalczyków za próbę kradzieży map z drogami żeglugi do Indii Wschodnich. Braciom nie udało się uzyskać żadnych nowych informacji – potwierdzili tylko to, co Holendrzy już wiedzieli. Po uwolnieniu w 1595 powrócili do Amsterdamu.
W tym samym czasie do Amsterdamu wrócił z Goa Jan Huygen van Linschoten, który skopiował, a następnie opublikował portugalskie tajne portolany (mapy nawigacyjne) oraz informacje o trasie morskiej do Indii wokół Przylądka Dobrej Nadziei i o warunkach żeglugi na Oceanie Indyjskim; opisał szczegółowo przebieg prądów morskich, rozmieszczenie głębin i mielizn, układy wiatrów, pory monsunów, itd. Na podstawie informacji zdobytych przez de Houtmanów i van Linschotena kupcy amsterdamscy zorganizowali wyprawę do Bantam, głównego portu obrotu pieprzem w Indiach Wschodnich. W 1594 kupcy założyli Kompanię van Verre (hol. Compagnie van Verre), a 2 kwietnia 1595 cztery statki: Amsterdam, Hollandia, Mauritius i Duyfken pod dowództwem brata Fryderyka, Cornelisa de Houtmana, opuściły Amsterdam.
Podczas wyprawy Fryderyk asystował nawigatorowi Pieterowi Dirkszoonowi Keyserowi w obserwacjach astronomicznych, w wyniku których do dotychczasowego katalogu gwiazdozbiorów dodano 135 gwiazd tworzących 12 nowych gwiazdozbiorów nieba półkuli południowej. Odkryte wtedy, wymienione niżej, konstelacje należą dziś do 88 znanych nam gwiazdozbiorów:
| Feniks        | Indianin           |
| Kameleon      | Mucha              |
| Paw           | Ptak Rajski        |
| Ryba Latająca | Trójkąt Południowy |
| Tukan         | Wąż Wodny          |
| Złota Ryba    | Żuraw              |

Odkrycia Keysera i de Houtmana zostały opublikowane przez Petrusa Planciusa w końcu 1598. Kartograf Jodocus Hondius umieścił nowe konstelacje na swoim globusie nieba w 1600. Nowe gwiazdozbiory zostały szerzej zaakceptowane, gdy niemiecki astronom Jan Bayer opisał je w swoim dziele Uranometria z 1603, które stało się w owym czasie najważniejszym atlasem nieba.

### Druga wyprawa do Indonezji (1598–1599)
W siedem miesięcy po powrocie do Amsterdamu bracia de Houtman wyruszyli na drugą wyprawę do Indii Wschodnich, zorganizowaną przez kupca De Moucherona. Przez Madagaskar i Indochiny dotarli na Sumatrę, gdzie wkrótce wybuchły walki pomiędzy Holendrami a wojskiem sułtana Acehu. Fryderyk de Houtman dostał się do niewoli, a jego brat Cornelis de Houtman zginął. Negocjacje w sprawie uwolnienia Fryderyka nie powiodły się i flota holenderska zawróciła do Europy.
W ciągu dwóch lat spędzonych w więzieniu Fryderyk de Houtman nauczył się języka malajskiego i poczynił wiele obserwacji astronomicznych, dodając do katalogu Keysersa 197 gwiazd. Z niewoli został wypuszczony w sierpniu 1601, a do Amsterdamu powrócił w lipcu 1602.

### Publikacje astronomiczne
W 1603 Fryderyk opublikował wyniki swoich obserwacji astronomicznych w formie katalogu w załączniku do słownika i gramatyki języków malajskiego i malgaskiego (hol. Spraeck ende woordboeck inde Maleysche ende Madagaskarsche talen). Katalog obejmował w sumie 304 gwiazdy.
Kartograf Willem Blaeu posłużył się katalogiem de Houtmana przy tworzeniu kolejnego globusa nieba w 1603. Do dziś zachowało się kilka egzemplarzy oryginalnego katalogu – jeden z nich znajduje się w Bodleian Library, głównej bibliotece Uniwersytetu Oksfordzkiego. Katalog Keysera nie zachował się do naszych czasów.

### Ambon
W latach 1605–1611 de Houtman sprawował funkcję gubernatora Ambonu, indonezyjskiej wyspy w archipelagu Moluków na Morzu Banda.
Fryderyk de Houtman powrócił do Holandii w 1612. Zamieszkał w Alkmaar, gdzie sprawował funkcję rajcy w latach 1614–1618.

### Trzecia wyprawa do Indonezji (1618–1619)
Pod koniec 1618 Holenderska Kompania Wschodnioindyjska (hol. Vereenigde Oostindische Compagnie (VOC)) powierzyła Fryderykowi de Houtmanowi dowództwo kolejnej wyprawy do Indii Wschodnich, w której uczestniczyło 11 statków.
Flota rozproszyła się przed osiągnięciem Przylądka Dobrej Nadziei – dwa statki Dordrecht (kapitan: Fryderyk de Houtman) i Amsterdam (kapitan: Jakub d’Edel) popłynęły w dalszą drogę na Jawę razem.
8 czerwca 1619, w drodze do Batawii, załogi ujrzały wybrzeże Australii na wysokości 32° 20’S. Jednak zła pogoda uniemożliwiła zejście na ląd. De Houtman był przekonany, że to część wybrzeża odkrytego dwa lata wcześniej przez Hartoga, chociaż ziemie te leżały o 10° stopni dalej na południe. Członkowie tej wyprawy jako pierwsi Europejczycy opisali ziemię na południe od ujścia Rzeki Łabędziej (ang. Swan River), koło Perth, którą nazwali d’Edelsland.
Następnie wyprawa udała się dalej na północ, gdzie na wysokości 28° 46’S odkryto liczne wyspy i rafy, które nazwano później Houtman Abrolhos.

### Ostatnie lata życia
Po dotarciu do Jawy de Houtman został zatrudniony w 1619 w Bantam. W latach 1621–23 pełnił funkcję gubernatora na Molukach.
W 1624 powrócił do Holandii, gdzie ponownie osiadł w Alkmaarze i sprawował urząd radnego. Zmarł 21 października 1627 i został pochowany w miejscowym kościele.